# Harald Gundersen
Harald Gundersen (11 ottobre 1905 – 7 novembre 1979) è stato un calciatore norvegese, di ruolo attaccante.

## Carriera

### Club
Gundersen vestì la maglia del Sarpsborg. In squadra, vinse la Coppa di Norvegia 1929.

### Nazionale
Conta 2 presenze per la Norvegia. Esordì il 26 settembre 1929, quando fu in campo nella sconfitta per 2-1 contro la Svezia.

## Palmarès

### Club

#### Competizioni nazionali
- Coppa di Norvegia: 1

Sarpsborg: 1929